# Samba Coração
Samba Coração é um programa de televisão brasileiro exibido pela TV Bandeirantes Rio de Janeiro nas tardes de sábado, desde 10 de dezembro de 2022. A atração tem o objetivo de apresentar reportagens, quadros de entretenimento e números musicais relacionados ao universo do Carnaval do Rio de Janeiro. O programa é uma parceria do Grupo Bandeirantes de Comunicação com a LIESA.
Foi idealizado a partir do Departamento de Marketing da LIESA, que com os acontecimentos da Pandemia de COVID-19, começou a estimular projetos para a valorização do Carnaval do Rio de Janeiro, suprindo demandas de sambistas e organizadores do evento. Como premissa, o programa foi projetado como uma forma de empoderamento e protagonismo negro, sendo dirigido por Shirlene Paixão e Caíque Nogueira. A apresentação do programa ficou a cargo de Selminha Sorriso, porta-bandeira da escola de samba Beija-Flor de Nilópolis e Evelyn Bastos, rainha de bateria da escola de samba Estação Primeira de Mangueira.

## Antecedentes
Em 2021, Gabriel David assumiu a direção de marketing da LIESA, afirmando uma mudança na venda dos ingressos do evento, a criação da marca do carnaval e a modernização da comunicação da Liga. Um ano depois, os esforços da David tinham garantido a criação do programa de televisão Seleção do Samba transmitido pela Rede Globo, lançamento da marca Rio Carnaval 2022 e a construção de um contrato de quatro anos com a Prefeitura do Rio de Janeiro para uso do Sambódromo da Marquês de Sapucaí, que viabilizou a volta dos ensaios técnicos na avenida, oferecendo a transmissão deles pela internet.

## Concepção e produção
Após a concepção do Seleção do Samba, primeiro programa inteiramente interligado com o Carnaval do Rio de Janeiro, e a confirmação da Rede Bandeirantes na transmissão dos desfile das escolas de samba da Série Ouro do Rio de Janeiro em 2023, criou-se o conceito de Samba Coração. Foi idealizado pelo diretor de makerting da LIESA, Gabriel David, com o objetivo de "suprir uma demanda do público que vive a festa o ano inteiro, desejando se sentir reconhecido na TV".
A produção do programa decidiu escolher apresentadoras e equipe constituídas por pessoas negras, como uma forma de "“reparação histórica” às pessoas negras do mundo do samba que não se viam representadas na TV" e por um empoderamento e protagonismo negro no carnaval. Portanto, foi escolhida a porta-bandeira da escola de samba Beija-Flor de Nilópolis, Selminha Sorriso, por seu histórico em comunicação sobre o samba nas redes sociais em época de Pandemia de COVID-19, somando com a presença da rainha de bateria da escola de samba Estação Primeira de Mangueira, Evelyn Bastos. No time de repórteres do programa, conta com a presença da presidente de honra e baluarte da Velha Guarda da Portela, Tia Surica.